# Kapital Hill
Der Kapital Hill (auch: Capital Hill oder Capitol Hill) ist ein Berg in Bangladesch.

## Lage
Der Berg liegt im Südosten Bangladeschs im Norden der Upazila Thanchi in dem zu den Chittagong Hill Tracts der Division Chittagong gehörenden Distrikts Bandarban in den Mizo Hills, einer Hügelkette, die einen südlichen Ausläufer des Himalaya bildet, etwa zehn Kilometer westlich der Grenze zu Myanmar.
Die nächste bewohnte Siedlung ist das etwa zwei Kilometer östlich des Gipfels auf einer Höhe von etwa 540 Meter gelegene Bergdorf Thaikkiang Para.

## Höhe
ACME Mapper gibt die Höhe des Berges mit 933 Meter an, Peakbagger mit 915 Meter. Damit zählt der Kapital Hill zu den höchsten Erhebungen Bangladeschs.
Der nächstgelegene Berg, der höher ist als der Kapital Hill, ist der etwa 5 Kilometer nördlich gelegene Keokradong (980 m), der früher als höchster Berg Bangladeschs galt. Etwa 7 Kilometer westlich des Kapital Hill liegen dicht beieinander der Thingdawlte Tlang, der mit 944 m ebenfalls höher als der Kapital Hill ist, und der Kreikung Taung, mit 925 m geringfügig niedriger ist. Etwa zwölf bis siebzehn Kilometer von dem Kapital Hill entfernt liegen etwa in nordöstlicher Richtung der Mukhra Thuthai Haphong (954 m), der Maithai Jama Haphong (966 m) und der Dumlong (997 m) und in Richtung Südost der Mowdok Mual, der mit einer Höhe von 1045 m höchste Berg Bangladeschs.